# Milà-Sanremo 2012
La Milà-Sanremo 2012 fou la 102a edició de la Milà-Sanremo. La cursa es disputà el dissabte 17 de març de 2012, sent el vencedor final l'australià Simon Gerrans (GreenEDGE), que s'imposà a l'esprint al suís Fabian Cancellara (RadioShack-Nissan) i l'italià Vincenzo Nibali (Liquigas-Cannondale).

## Equips participants
El RCS Sport, organitzador de la prova convidà 25 equips, el nombre màxim permès. A banda de la presència obligatòria dels 18 equips UCI ProTeam, foren convidats set equips professionals continentals, Acqua & Sapone, Colnago-CSF, Colombia-Coldeportes, Farnese Vini-Selle Italia, Project 1T4I, Team Type 1-Sanofi i Utensilnord-Named.
| Núm.    | Codi | Equip                     |
| ------- | ---- | ------------------------- |
| 1-8     | GEC  | GreenEDGE Cycling Team    |
| 11-18   | ASA  | Acqua & Sapone            |
| 21-28   | ALM  | AG2R La Mondiale          |
| 31-38   | AST  | Astana Qazaqstan Team     |
| 41-48   | BMC  | BMC Racing Team           |
| 51-58   | COL  | Colombia-Coldeportes      |
| 61-68   | COG  | Colnago-CSF Inox          |
| 71-78   | EUS  | Euskaltel–Euskadi         |
| 81-88   | FAR  | Farnese Vini-Selle Italia |
| 91-98   | FDJ  | FDJ-BigMat                |
| 101-108 | GAR  | Garmin-Barracuda          |
| 111-118 | KAT  | Team Katusha              |
| 121-128 | LAM  | Lampre-ISD                |

| Núm.    | Codi | Equip                   |
| ------- | ---- | ----------------------- |
| 131-138 | LIQ  | Liquigas-Cannondale     |
| 141-148 | LTB  | Lotto-Belisol           |
| 151-158 | MOV  | Movistar Team           |
| 161-168 | OPQ  | Omega Pharma-Quick Step |
| 171-178 | PRO  | Project 1t4i            |
| 181-188 | RAB  | Rabobank ProTeam        |
| 191-198 | RNT  | RadioShack-Nissan       |
| 201-208 | SKY  | Team Sky                |
| 211-218 | SAX  | Team Saxo Bank          |
| 221-228 | UNA  | Utensilnord-Named       |
| 231-238 | TT1  | Team Type 1-Sanofi      |
| 241-248 | VCD  | Vacansoleil-DCM         |

## Desenvolupament de la cursa
Després de 21 quilòmetres de cursa es forma una escapada formada per nou homes, els italians Angelo Pagani (Colnago-CSF Inox) i Pierpaolo de Negri (Farnese Vini-Selle Italia), el kazakh Dmitri Gruzdev (Astana Qazaqstan Team), el colombià Juan Pablo Suárez (Colombia-Coldeportes), el danès Michael Mørkøv (Team Saxo Bank), l'espanyol Juan José Oroz (Euskaltel–Euskadi), el moldau Oleg Berdos (Utensilnord Named), el noruec Vegard Stake Laengen (Type 1-Sanofi) i el xinès Cheng Ji (Project 1t4i). El grup aconseguí una màxima diferència de 14 minuts a manca de 220 quilòmetres per l'arribada. En l'ascensió al coll de la Manie, sota el lideratge dels ciclistes del Liquigas-Cannondale, molts corredors perden contacte, entre ells el vigent campió del món Mark Cavendish (Team Sky) o l'estatunidenc Tyler Farrar (Garmin-Barracuda). En el descens d'aquest port Carlos Quintero (Colòmbia-Coldeportes) va patir una forta caiguda que li provocà una commoció cerebral. A 56 quilòmetres de meta el grup d'escapats és absorbit per un gran grup encapçalat pel BMC Racing Team i Omega Pharma-Quick Step. A Cipressa Johnny Hoogerland (Vacansoleil-DCM) i Patxi Vila (Utensilnord Named) ataquen, mentre Philippe Gilbert (BMC Racing Team) es veu involucrat en una caiguda que li fa perdre tota opció a la victòria final. En l'ascensió al Poggio són Valerio Agnoli (Liquigas-Cannondale) i Ángel Madrazo (Movistar Team) els que busquen l'escapada, però Vincenzo Nibali (Liquigas-Cannondale) llença un violent atac que sols és seguit per Simon Gerrans (GreenEDGE) i Fabian Cancellara (RadioShack-Nissan). Simon Gerrans es proclamarà vencedor, en imposar-se a l'esprint a aquest trio en l'arribada final.

## Classificació final
|    | Ciclista                | Equip                     | Temps      | Punts UCI |
| -- | ----------------------- | ------------------------- | ---------- | --------- |
| 1  | Simon Gerrans (AUS)     | GreenEDGE                 | 6h 59' 24" | 100       |
| 2  | Fabian Cancellara (SUI) | RadioShack-Nissan         | m. t.      | 80        |
| 3  | Vincenzo Nibali (ITA)   | Liquigas-Cannondale       | m. t.      | 70        |
| 4  | Peter Sagan (SVK)       | Liquigas-Cannondale       | + 3"       | 60        |
| 5  | John Degenkolb (GER)    | Project 1t4i              | m. t.      | -         |
| 6  | Filippo Pozzato (ITA)   | Farnese Vini-Selle Italia | m. t.      | -         |
| 7  | Óscar Freire (ESP)      | Team Katusha              | m. t.      | 30        |
| 8  | Alessandro Ballan (ITA) | BMC Racing Team           | m. t.      | 20        |
| 9  | Daniel Oss (ITA)        | Liquigas-Cannondale       | m. t.      | 10        |
| 10 | Daniele Bennati (ITA)   | RadioShack-Nissan         | m. t.      | 4         |